# Klemm
Pour les articles homonymes, voir Klemm (homonymie).

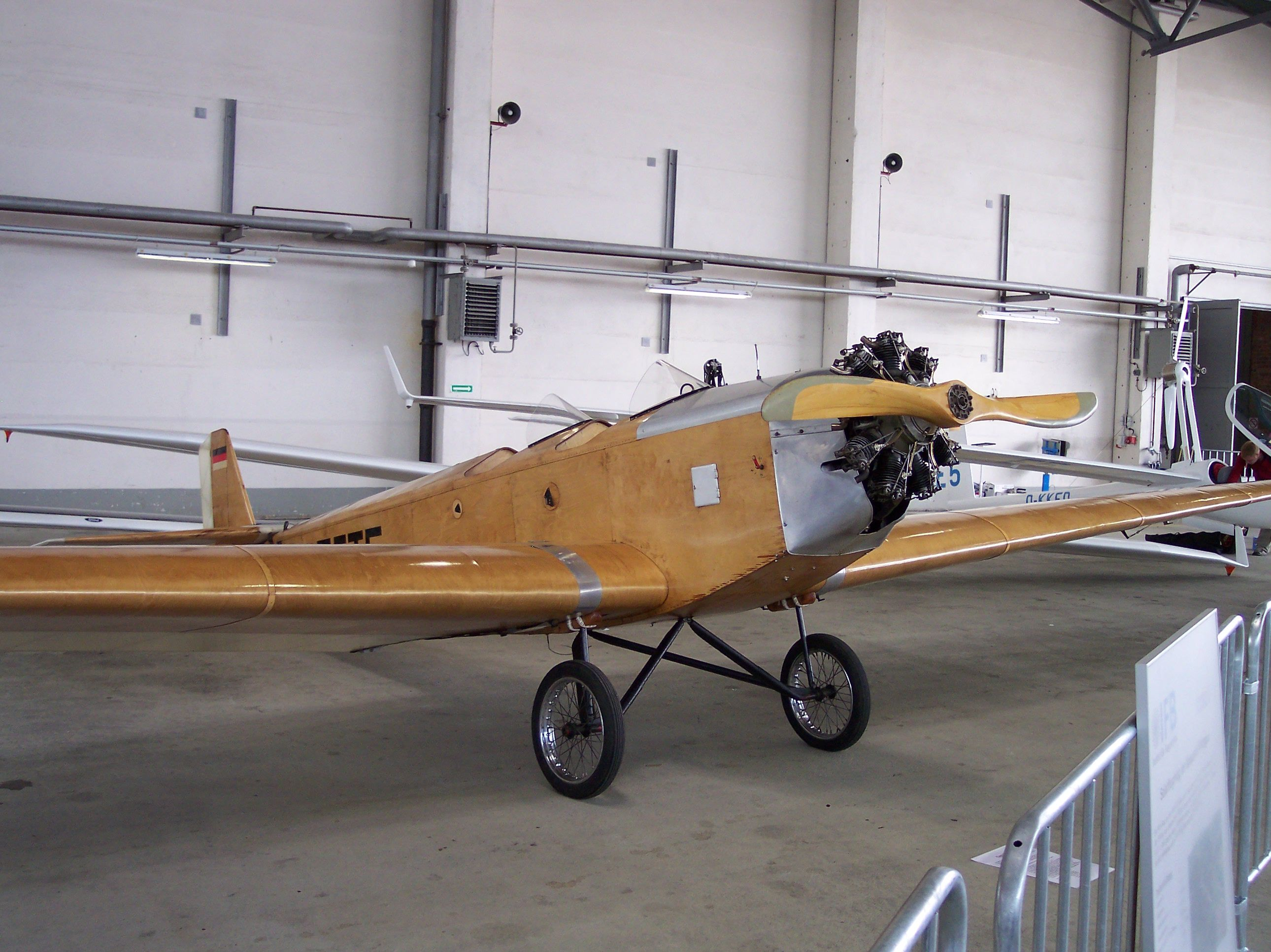
Klemm Kl 25A.

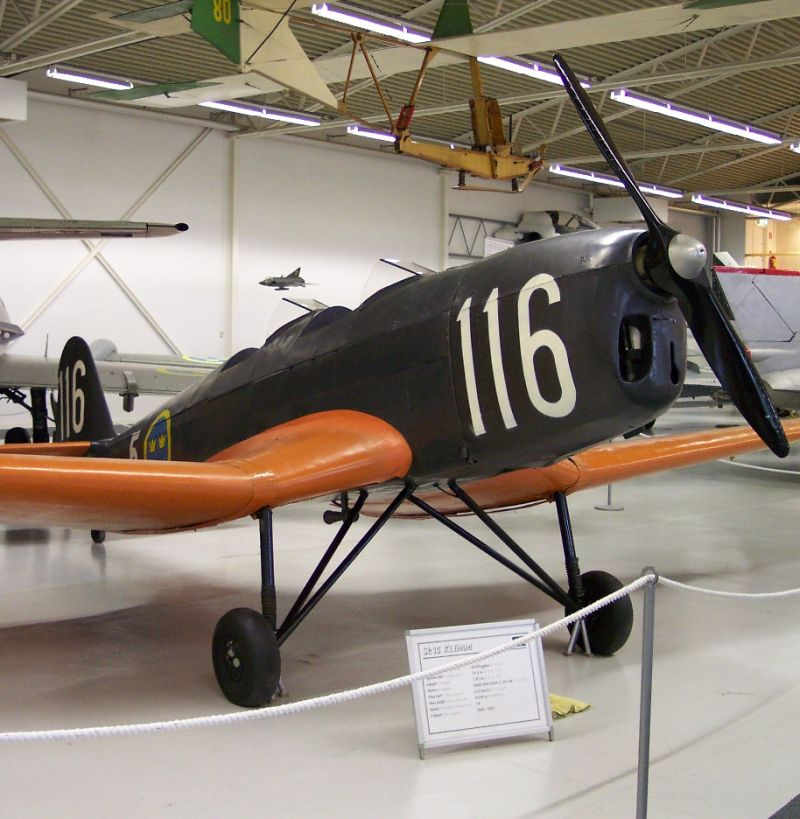
Klemm Kl 35.

Leichtflugzeugbau Klemm est une entreprise allemande de construction aéronautique fondée le 15 décembre 1926 à Böblingen par Hanns Klemm pour produire des avions légers. Disparue virtuellement en 1945, elle a été dissoute en 1959.

## Pour succéder à Daimler, Abteilung Flugzeugbau
Fin 1926 les firmes Daimler et Benz fusionnèrent et mirent fin aux activités aéronautiques de Hanns Klemm, alors directeur de l'usine Daimler de Sindelfingen. Hanns Klemm fonda donc le 15 décembre 1926 à Böblingen la Sté. Leichtflugzeugbau Klemm, associée à une école de pilotage puisque les productions de la firme se voulaient des appareils de compétition et de tourisme. Il quitta Daimler-Benz début 1927, emportant avec lui tous les projets du département aviation du motoriste. Le Daimler L 22 devint donc Klemm L 22. Au cours de l’été 1927 le Land du Wurtemberg et Fritz Siebel entrèrent dans le capital de la société qui devint Leichtflugzeugbau Klemm  GmbH.
Robert Lusser développa à partir du L 20 le Klemm L 25, qui deviendra plus tard le Kl 25. Plus de 600 exemplaires furent construits avec pas moins de 14 moteurs différents. L’appareil fut produit sous licence aux États-Unis, où Aeromarine-Klemm fut créée en 1928, puis en Grande-Bretagne où la British Klemm Company fut créée en 1932. Suivront les appareils de grand tourisme à cabine fermée Kl 31 et Kl 32.

Friedrich Fechter succéda à Robert Lusser pour réaliser le Klemm Kl 35, car il était plus accoutumé à la construction mixte, procédé de fabrication qui avait la préférence du RLM (Reichsluftfahrtministerium). Le Kl 35 fut produit en grande série grâce à des sous-traitants produisant des sous-ensembles, mais aussi par Fieseler et la firme tchèque Zlin après l’occupation de la Tchécoslovaquie. Fechter signa également le Klemm Kl 36 (en) destiné à participer au Challenge international de tourisme 1934.

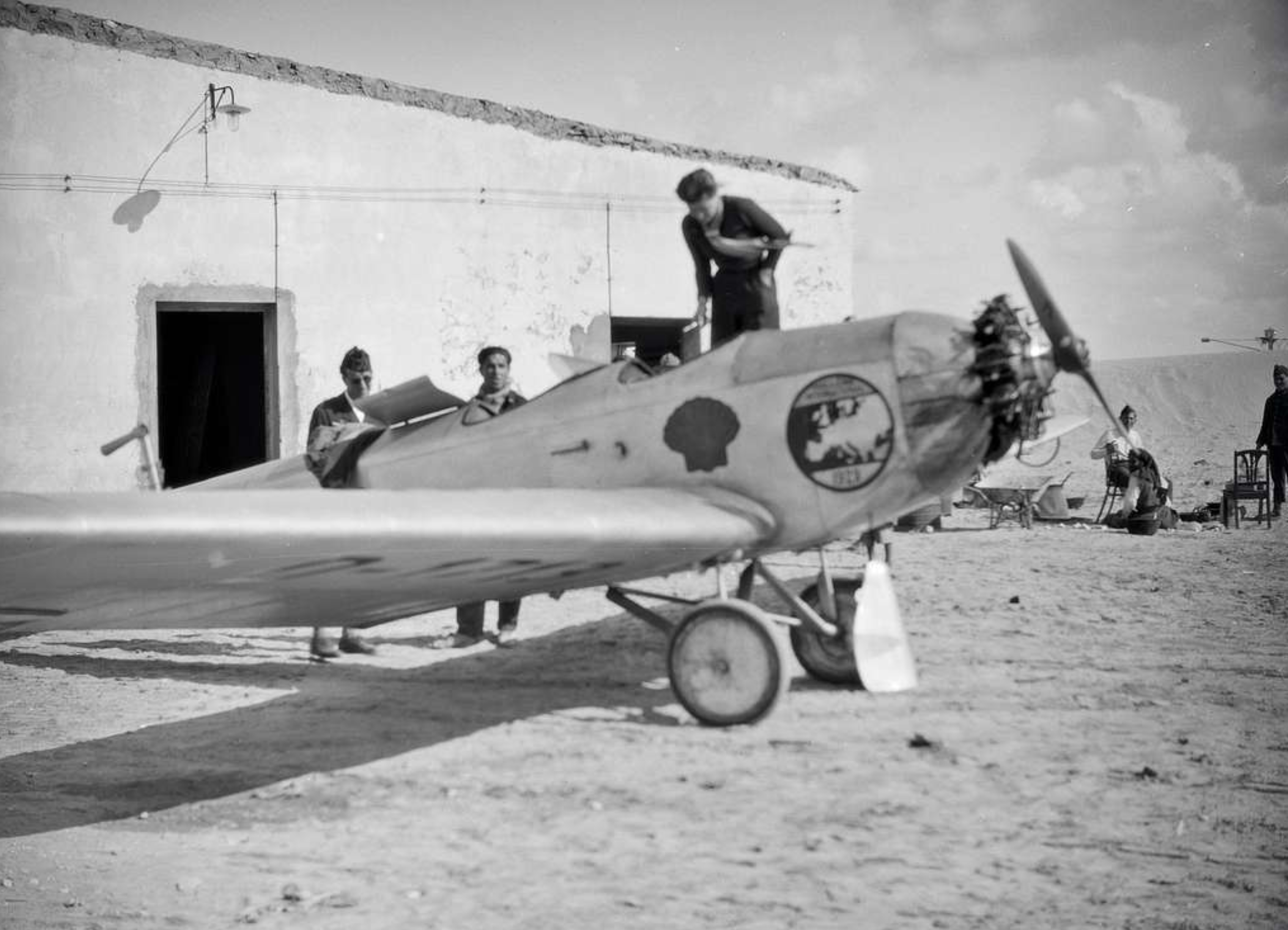
L'aviatrice Elly Beinhorn et son Klemm Kl 26 à Cap Juby, Maroc (1931). Photographie de Walter Mittelholzer, ETH-Bibliothek, Zurich, Suisse.

## Une seconde usine à Halle
En 1933, le nouveau régime allemand contraignit Hanns Klemm à abandonner une partie de l’usine de Böblingen pour l’installer à Halle, où il fonda Klemm Flugzeugwerke Halle/Salle GmbH, filiale dont Franz Walter, directeur des ventes depuis 1932 à Böblingen, devint directeur, et Friedrich Fecher responsable technique. Une centaine d’employés furent également transférés de Böblingen à Halle, ainsi que les travaux de développement du Kl 104, qui prit l’air en 1936 en tant que Fh 104. Mais le premier avion à sortir de l’usine de Halle fut en avril 1935 un Focke Wulf Fw 44 Stieglitz. Ne s’intéressant pas personnellement à la construction d’avions de combat, Klemm se désengagea rapidement de la gestion de l’usine de Halle et revendit ses parts à Siebel en échange du rachat de celles que détenaient Fritz Siebel et le gouvernement du Württemberg dans l’usine de Böblingen. Klemm Flugzeugwerke Halle/Saale GmbH devint donc Flugzeugwerke Halle/Saale GmbH puis Siebel Flugzeugwerke KG et l’usine de Böblingen, seule propriété de Hanns Klemm, fut rebaptisée Hanns Klemm Flugzeugbau.
Friedrich Fechter fut remplacé à Böblingen par Carl Bucher, qui travaillait antérieurement chez Bayerische Flugzeugwerke à Augsburg. Il fut responsable des derniers avions Klemm : Kl 105, Kl 107 (en), Kl 151 (en) et Kl 152.

## La nationalisation
Le RLM ne pouvait pas laisser l’usine de Böblingen produire uniquement des avions légers et dès 1934 on y installa un atelier de réparation pour les avions Arado Ar 65 et Ar 66, puis Ar 96 courant 1936. En 1939 la construction d’avions légers fut stoppée et Hanns Klemm Flugzeugbau fut chargée successivement de la production des planeurs de charge Gotha Go 242, des fuselages d’Arado Ar 96 et, à partir de 1940, d’éléments du Do 217. De 800 employés en 1939, on passa à 1 200 en 1942.
En mars 1943 le RLM ordonna à Hanns Klemm d’organiser Klemm Flugzeugbau en vue de la production sous licence du Messerschmitt Me 163. En signe de protestation il rendit sa carte du Parti national-socialiste et abandonna son poste de directeur général de l’entreprise, qui fut placée sous contrôle d’un comité gouvernemental, le 23 mai 1943. Elle fut donc gérée par le pouvoir allemand jusqu’à la fin de la guerre. En 1945 il ne restait presque rien de l’usine de Böblingen, placée sous contrôle allié et démantelée tandis que Hanns Klemm Flugzeugbau restait sous contrôle gouvernemental allemand.

## À l'origine deMBB
En 1952, Hannsjürgen Klemm, fils de Hanns Klemm, et d’anciens collaborateurs, se regroupèrent avec l’idée de recréer Klemm Flugzeugbau. Hanns Klemm se déclara en trop mauvaise santé pour reprendre une activité professionnelle, mais Hannsjürgen Klemm entra en contact courant 1954 avec Ludwig Bölkow et Wolf Hirth. Aux termes d'un accord conclu en octobre, Carl Bucher commença début 1955 à réviser et moderniser les plans du Kl 107 (en). Construit par la société Apparatebau Nabern, le prototype du Kl 107A (en) effectua son premier vol au cours de l’été 1956, piloté par Karl Voy.
Le 18 octobre 1957 Klemm Flugzeugbau GmbH devint Klemm GmbH, tandis que la sté. Bölkow KG était créée. Le 30 avril 1959 Bölkow racheta le capital de Klemm, devenant propriétaire des droits, la production continuant à être assurée par l'usine de Nabern. Klemm Flugzeugbau GmbH disparut alors et le Kl 107C (en) fut rebaptisé Bölkow Bö 207 (en).